# Valeriu Tabără
Valeriu Tabără, né le 1er juillet 1949 à Sălciua (République populaire roumaine) et mort le 29 avril 2025 à Timișoara (Roumanie), est un agronome et homme politique roumain. 
Il est ministre de l'Agriculture du 18 août 1994 au 3 septembre 1996 et du 3 septembre 2010 au 9 février 2012. Il est membre du Parti démocrate-libéral.
Le 9 février 2012, Valeriu Tabără est remplacé par Stelian Fuia.